# پادشاه روم
پادشاه روم (لاتین: rex Romae) فرمانروای پادشاهی روم بود. طبق اسطوره‌شناسی روم، اولین پادشاه روم رومولوس بود که این شهر را در سال ۷۵۳ قبل از میلاد بر روی تپه پالاتین بنا کرد. گفته می‌شود که هفت پادشاه افسانه‌ای تا سال ۵۰۹ قبل از میلاد بر روم حکومت کردند، و پس از سرنگونی لوکیوس تارکوئینیوس متکبر، آخرین شاه، جمهوری روم تأسیس شد. این پادشاهان به‌طور متوسط ۳۵ سال حکومت کردند.